# Minas Geraes (1908)
El Minas Geraes fue un acorazado de la Marina de Brasil. Nombrado en honor de la unidad federal de Minas Gerais, el buque fue puesto en grada en el Reino Unido en abril de 1907 como líder de su clase de acorazados. Con su construcción Brasil se convirtió en el tercer país del mundo en poseer un acorazado tipo dreadnought y dio inicio a una carrera de armamento naval entre Brasil, Argentina y Chile. Tuvo un buque gemelo, el São Paulo.

## Historial operativo

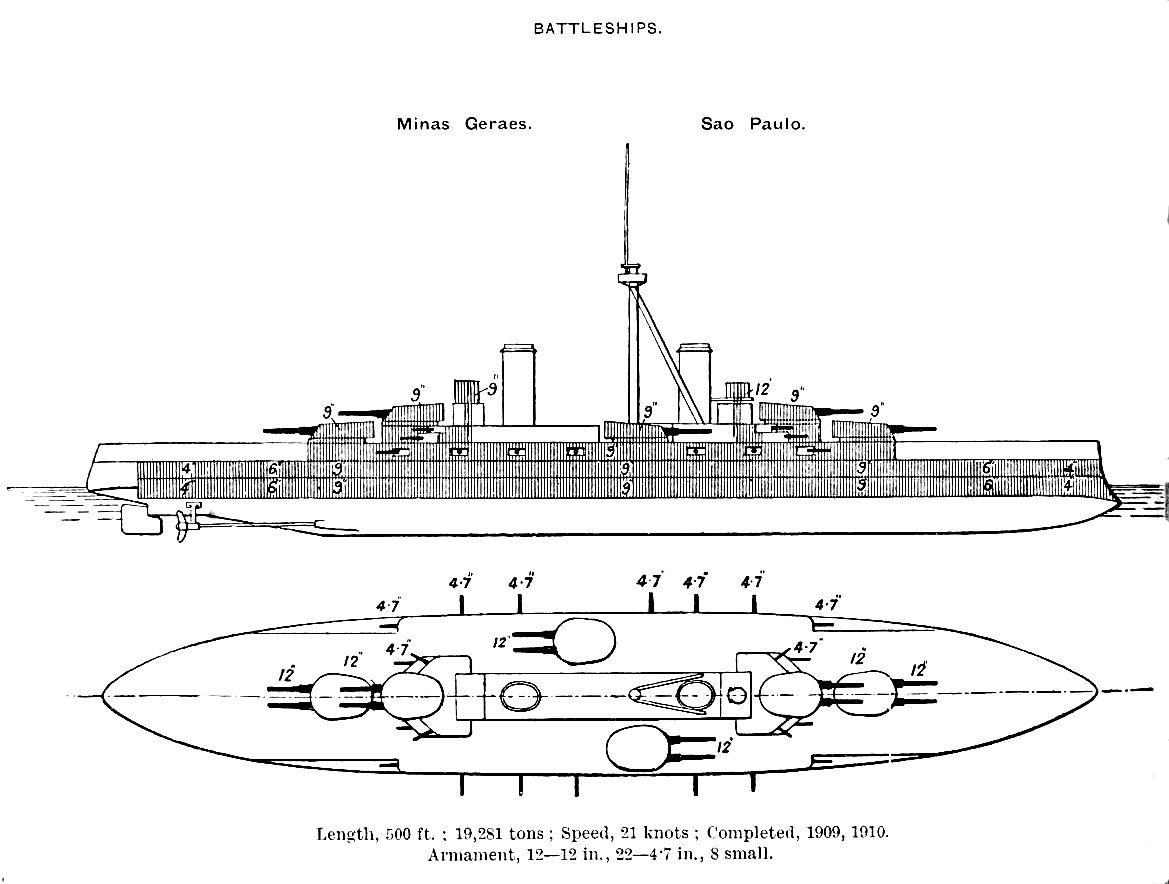
Diseño del acorazado clase Minas Geraes.

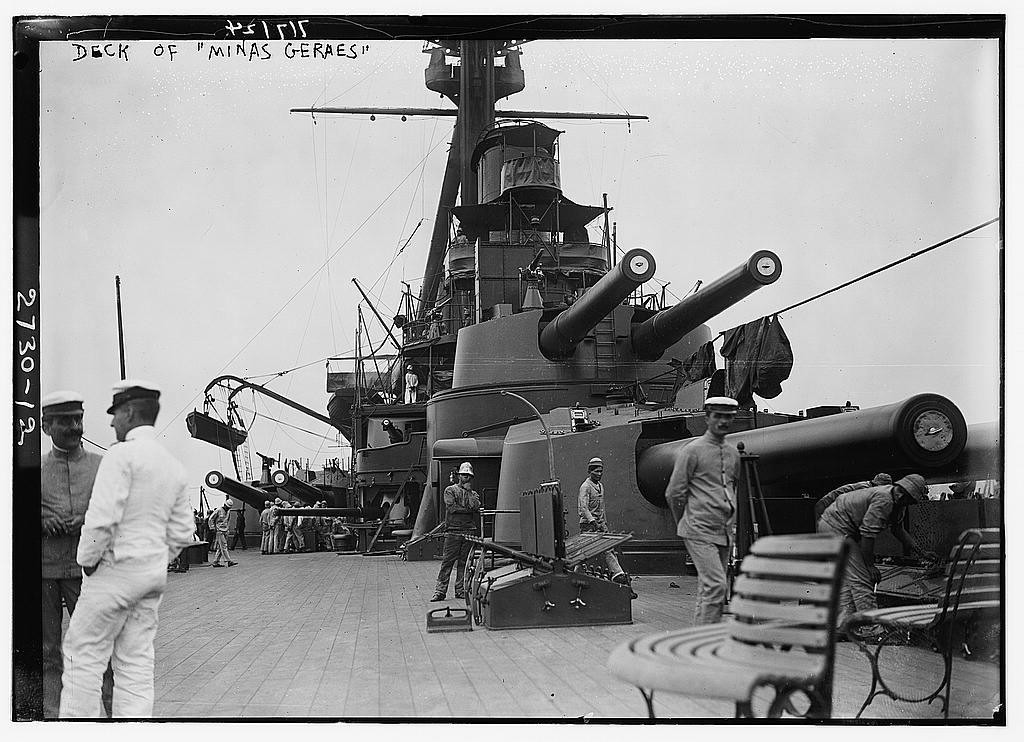
Tripulación en elMinas Geraes en 1910.

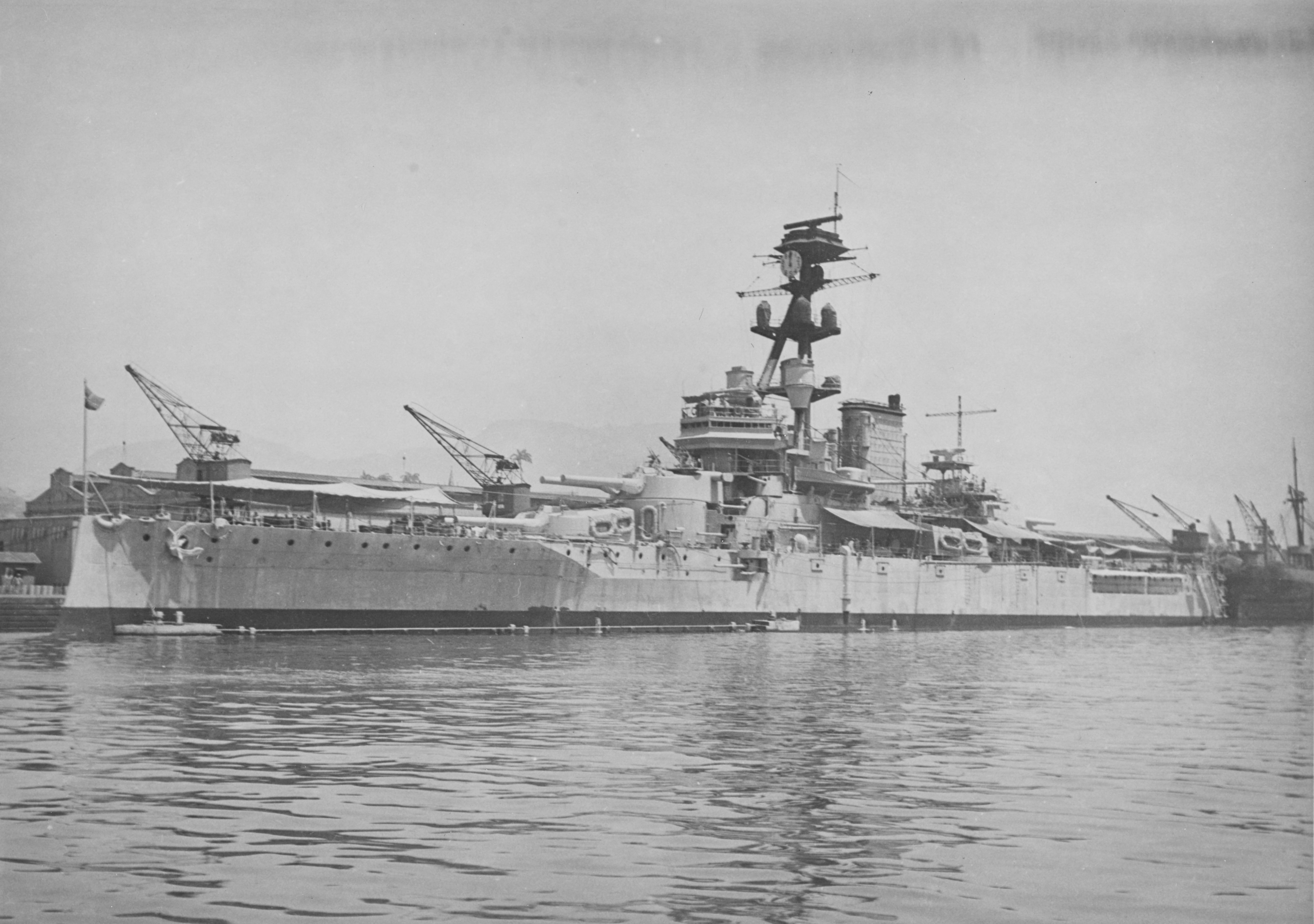
Minas Geraes en 1942.

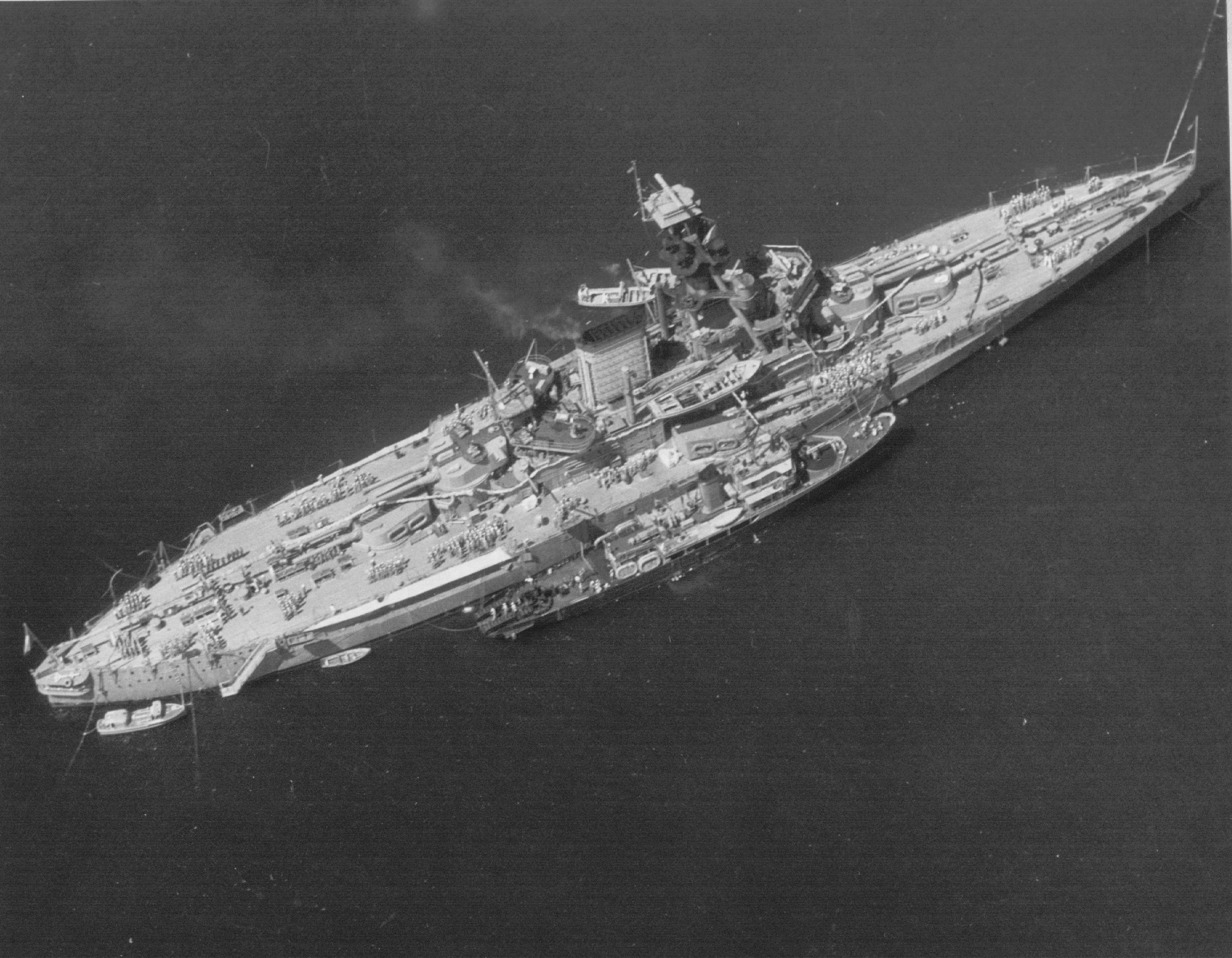
Vista aérea del Minas Geraes en la época de la Segunda Guerra Mundial.

Dos meses después de ser terminado en 1910, el Minas Geraes apareció en la revista Scientific American, que lo describió como «la última palabra en el diseño de buques de guerra… y el buque a flote más poderosamente armado». En noviembre de 1910 el acorazado estuvo en el centro de la conocida como Revolta da Chibata (Revuelta del látigo, en español), un motín que se propagó desde el Minas Geraes a otros buques de la marina brasileña, como su buque gemelo São Paulo, el viejo barco de defensa costera Deodoro y el nuevo crucero Bahia. Liderados por el «almirante Negro», João Cândido Felisberto, los amotinados amenazaron con bombardear la capital brasileña, Río de Janeiro, si no se atendía a sus demandas. Como no había manera de oponerse militarmente a ellos (las únicas tropas leales que se encontraban cerca eran pequeños buques torpederos) el Congreso Nacional del Brasil accedió a sus peticiones y los rebeldes se disgregaron. 
Cuando Brasil entró en la Primera Guerra Mundial en 1917, la Royal Navy declinó el ofrecimiento brasileño de que el Minas Geraes operara junto a su Gran Flota porque para entonces el buque estaba anticuado. En efecto, el acorazado no había sido actualizado y no contaba con telémetros ni sistemas de control de tiro. Su gemelo São Paulo fue modernizado en Estados Unidos en 1920 y un año después le tocó al Minas Geraes. En 1922 el acorazado hubo de dirigirse a afrontar la Revolución del Fuerte de Copacabana, la primera de las revueltas tenentistas. El São Paulo bombardeó el fuerte de los rebeldes y estos se rindieron; el Minas Geraes no abrió fuego. En 1924 un nuevo motín se hizo con control del São Paulo, pero no consiguieron convencer a la tripulación del Minas Geraes ni la de otros barcos de la marina para que se unieran a su causa, por lo que esta vez no tuvieron éxito.
El Minas Geraes volvió a ser modernizado en Río de Janeiro en los años 1930 y entre 1939 y 1943. Durante la Segunda Guerra Mundial estuvo en el puerto de Salvador de Bahía para defenderlo, pues el buque ya era demasiado antiguo para tomar parte activa en el conflicto mundial. Los últimos nueve años de su carrera el acorazado estuvo casi siempre inactivo y en marzo de 1954 fue remolcado hasta Italia para ser desguazado.